# Карелино (Красноярский край)
Карелино — деревня в Новосёловском районе Красноярского края России. Входит в состав Светлолобовского сельсовета.

## География
Деревня расположена в 38 км к северо-западу от районного центра Новосёлово.

## Население
| 2010 |
| ---- |
| 72   |

Гендерный состав
По данным Всероссийской переписи населения 2010 года 37 мужчин и 35 женщин из 72 чел.